# كريس فوستر (لاعب كرة قاعدة)
كريس فوستر (بالإنجليزية: Kris Foster)‏ هو لاعب كرة قاعدة أمريكي، ولد في 30 أغسطس 1974 في ريفرديل في الولايات المتحدة.

## وصلات خارجية
- كريس فوستر على موقعبيزبول رفرنس.كوم (الدوري الرئيسي) (الإنجليزية)
- كريس فوستر على موقعبيزبول رفرنس.كوم (الدوري الثانوي) (الإنجليزية)